# 東眼山
東眼山是台灣北部的一座山峰，位於新北市三峽區、桃園市復興區交界處，海拔1,212公尺，有三等三角點6261號，為台灣小百岳之一。因為過去泰雅族大豹群曾在此建立ㄧ部落名為Tongang而得名，林務局在附近山區設有東眼山國家森林遊樂區。